# Grand Prix Jef Scherens 1978
La 14e édition du Grand Prix Jef Scherens a eu lieu le 17 septembre 1978. Elle a été remportée par le Belge Frans Van Looy.

## Classement final
Frans Van Looy remporte la course en parcourant les 221 km en 5 h 3 min 0 s à la vitesse moyenne de 43,762 km/h.
| Classement final | Classement final       | Classement final | Classement final             | Classement final |
|                  | Coureur                | Pays             | Équipe                       | Temps            |
| ---------------- | ---------------------- | ---------------- | ---------------------------- | ---------------- |
| 1er              | Frans Van Looy         | Belgique         | Mini Flat-Boule d'Or-Colnago | en 5 h 3 min 0 s |
| 2e               | Gustaaf Van Roosbroeck | Belgique         | Ijsboerke-Gios               |                  |
| 3e               | Frank Hoste            | Belgique         | Ijsboerke-Gios               |                  |
| 4e               | Guido Van Sweevelt     | Belgique         | Ijsboerke-Gios               |                  |
| 5e               | Jos Jacobs             | Belgique         | Ijsboerke-Gios               |                  |
| 6e               | Herman Van Springel    | Belgique         | Marc-Zeepcentrale-Superia    |                  |
| 7e               | Alfons De Bal          | Belgique         | Ijsboerke-Gios               |                  |
| 8e               | Ludwig Wijnants        | Belgique         | Mini Flat-Boule d'Or-Colnago |                  |
| 9e               | Gery Verlinden         | Belgique         | Ijsboerke-Gios               |                  |
| 10e              | Jos Schipper           | Pays-Bas         | Marc-Zeepcentrale-Superia    |                  |
| modifier         |                        |                  |                              |                  |